# Sheykh Zoveyr
Sheykh Zoveyr (persiska: شیخ زویر, Sheykh ‘Abdollāh, شیخ عبداللّه) är en ort i Iran.   Den ligger i provinsen Khuzestan, i den västra delen av landet, 500 km sydväst om huvudstaden Teheran. Sheykh Zoveyr ligger 44 meter över havet och antalet invånare är 272.
Terrängen runt Sheykh Zoveyr är mycket platt. Runt Sheykh Zoveyr är det ganska tätbefolkat, med 144 invånare per kvadratkilometer. Närmaste större samhälle är Kāz̧em Ḩamd, 5,1 km sydost om Sheykh Zoveyr. Trakten runt Sheykh Zoveyr är ofruktbar med lite eller ingen växtlighet.